# Головни (дворянский род)
Головня́, Головни́ (множ. ч.) — несколько одноимённых белорусских шляхетских родов герба собственного.

## Ветвь, восходящая к Есифу (Иосифу) Ивановичу Головне
Наиболее древней считается ветвь, восходящая к новогородскому земскому судье Иосифу Ивановичу Головне. Потомки двух его сыновей Криштофа (Христофора) и Яна (Ивана) были записаны в дворянские родословные книги Литовско-Виленской и Минской губерний.
О жизни и деятельности родоначальника этой ветви рода Головней известно, что в конце 1564 — начале 1565 г. на военном съезде Великого княжества Литовского, Русского и Жемайтского, который состоялся в г. Менске (Минске), Есиф (Иосиф, Józef) Иванович Головня был избран кандидатом на должность писаря новогородского (новогрудского) земского суда и был назначен на названную должность Сигизмундом Августом 30 апреля 1565 г. Во второй половине 1567 г. он был назначен на более высокую должность подсудка в составе того же новогородского (новогрудского) земского суда. Упоминается на данной должности Есиф Головня 1 января 1568 г. После смерти Сигизмунда Августа во второй половине 1573 г. Есиф Головня заседал в составе созданного по решению новогородского сеймика каптурового суда, а в 1576 г. участвовал в заседании главного съезда ВКЛ в Гродно (8-20.IV.1576 г.). В обозе под Полоцком 15 августа 1579 года первый клецкий ординат Ольбрахт Радивилл (1558 — † 13 VII 1592) назвал Е. Головню своим приятелем. 26 марта 1580 г. в Гродно Стефан Баторий назначил Е. Головню на вакантную должность новогородского земского судьи. 12 марта 1586 г. виленский воевода и польный гетман Криштоф Радивилл в письме к виленскому епископу кардиналу Юрию Радивиллу назвал Есифа Головню их общим приятелем. В 1587 г. после смерти Стефана Батория и до коронации Сигизмунда Вазы Есиф Головня вновь заседал в составе новогородского каптурового суда. В мае 1587 г. был избран одним из 6 послов Новогородского повета на Варшавский элекционный сейм. Участвовал в заседаниях Главного съезда ВКЛ в Вильно с 8 по 17 ноября 1587 г. как посол сеймика Новогородского повета и голосовал за избрание великим князем литовским, русским и жемайтским эрцгерцога Максимилиана Габсбурга. В феврале — марте 1596 г. выставил для участия в военной операции против казаков Северина Наливайки почт в составе 50 всадников и 30 пехотинцев.
Владел имениями в Ошмянском, Новогородском, Менском поветах ВКЛ. 13 мая 1577 г. в Бродницах получил от Стефана Батория право на «корчму вольную в ыменью его Липовском… неподалёку р. Уши, пры дорозе великой, которая идеть з Несвижа до Исколъти». Обменял имение Липа на имение Задвея, принадлежавшее ранее Николаю Криштофу Радивиллу Сиротке. В 1588 г. Есиф Головня обменял имение Хотаевичи в Менском повете на имения Студёнки и Снов, принадлежавшие ранее Барбаре Яновне (Клочковне) Сновской, вдове витебского каштеляна Мальхера Жигимонтовича Сновского Гравж. Протестант. В 1588 г. упоминается как «дозорца и обронца» новогородского кальвинского собора. Есиф (Иосиф) Иванович Головня умер в 1598 г. (до 9 июля). В источниках упоминаются жены Ефифа Ивановича: Ядвига Миколаевна Биютевская (уп. 9 марта 1571 г., 28 июля 1579 г.) и Дорота Саковичовна (уп. 11 июля 1602 г.).
Дети Есифа Ивановича Головни: 1) Миколай, новогородский хорунжий, избран кандидатом на должность 20 февраля 1594 г., назначен на должность 1 марта 1595 — † до августа 1600), жена Барбара (Солтан); 2) Юрий (Ежи), новогородский хорунжий (назначен на должность 16 августа 1600 — † до 3 ноября 1627), жена Регина (Ковечинская); 3) Криштоф (уп. в 1602 и 1624 гг); 4) Ян (уп. в 1602 и 1622), жена Анна (Вилчек); 5) Раина (1 муж Мартин Иванович Окунь († 1604); 2 муж Александр Тризна).
После смерти Е. Головни до 21 октября 1602 г. имения находились в совместной собственности сыновей — Миколая (Николая), хоружего новогородского († до августа 1600), Юрия, Яна и Криштофа. 21 октября 1602 г. имения были разделены между Юрием (Ежим), Яном и Криштофом.

## Ветвь, происходящая от Яроша и Венедикта Головней
Другая ветвь, происходящая от Яроша и Венедикта Николаевичей Головней, носит с 1659 г. фамилию Головня-Черный и записана в VI часть родословных книг Минской и Киевской губерний.

## Иные ветви рода
Третья ветвь имеет родословную с самого начала XVIII века, записана в I часть ДРК Виленской и Ковенской губерний.
Несколько родов Головней неизвестного происхождения по собственным заслугам признаны в российском дворянстве и записаны во II часть родословных книг Черниговской, Полтавской и Ставропольской губерний.